# Feel the Love
«Feel the Love» — песня английской драм-н-бейс-группы Rudimental, при участии вокала британского певца Джона Ньюмена, вышедшая в качестве второго сингла с дебютного альбома группы Home.
Сингл получил платиновую сертификацию в Австралии, Великобритании и Новой Зеландии и достиг первого места в британском чарте.
Трек был избран 29 марта 2012 года в программе BBC Radio 1 радио-диджеем Zane Lowe в качестве Hottest Record in the World.

## История
В Великобритании «Feel the Love» дебютировал на позиции № 1 в британском хит-параде UK Singles Chart в неделю с даты 9 июня 2012 года с тиражом 93,841 копий. Сингл стал для лейбла Asylum Records его первым чарттоппером за 41-летнюю историю. Во вторую неделю трек упал на четвёртое место, имея дополнительный тираж ещё 51,974 копий. Песня провела 11 недель подряд в лучшей десятке UK top 10, выйдя из неё на 12-ю неделю, упав с № 9 на место № 16. Тираж трека составил 619,000 копий в 2012 году, что позволило ему стать 16-м самым успешным бестселлером года.
Официальное музыкальное видео (снятое в Филадельфии, США) было загружено 12 апреля 2012 года на канал YouTube.

## Список композиций
| №  | Название                                | Длительность |
| -- | --------------------------------------- | ------------ |
| 1. | «Feel the Love»                         | 4:02         |
| 2. | «Feel the Love» (Fred V & Grafix Remix) | 4:48         |
| 3. | «Feel the Love» (Cutline Remix)         | 5:22         |
| 4. | «Feel the Love» (Scuba Remix)           | 7:11         |
| 5. | «Feel the Love» (Rudimental VIP)        | 6:40         |

## Чарты
| Чарт (2012)                                | Высшая позиция |
| ------------------------------------------ | -------------- |
| Австралия (ARIA)                           | 3              |
| Австрия (Ö3 Austria Top 40)                | 14             |
| Бельгия/Фландрия (Ultratop 50)             | 2              |
| Бельгия/Валлония (Ultratip Bubbling Under) | 2              |
| Чехия (Rádio — Top 100)                    | 2              |
| Дания (Tracklisten)                        | 26             |
| Германия (GfK)                             | 59             |
| Венгрия (Rádiós Top 40)                    | 6              |
| Iceland (Tonlist)                          | 23             |
| Ирландия (IRMA)                            | 26             |
| Нидерланды (Dutch Top 40)                  | 2              |
| Новая Зеландия (Recorded Music NZ)         | 4              |
| Шотландия (OCC Scotland)                   | 1              |
| Словакия (Rádio — Top 100)                 | 40             |
| Великобритания (OCC UK Dance)              | 1              |
| Великобритания (OCC UK Singles)            | 1              |

## Сертификация
| Регион | Сертификация  | Продажи   |
| --- | ------------- | --------- |
| Австралия (ARIA) | 3× Платиновый | 210 000^  |
| Бельгия (BEA) | Золотой       | 15 000*   |
| Новая Зеландия (RMNZ) | Платиновый    | 15 000*   |
| Великобритания (BPI) | 3× Платиновый | 1 800 000 |
| Стриминг |               |           |
| Дания (IFPI Danmark) | Золотой       | 900,000^  |
| * Данные о продажах приведены только на основе сертификации. · ^ Данные о тиражах приведены только на основе сертификации. · Данные о продажах + прослушиваниях приведены только на основе сертификации. |               |           |